# Balranald House
Balranald House ist ein Bauernhaus auf der schottischen Hebrideninsel North Uist. 1980 wurde das Gebäude in die schottischen Denkmallisten in der Kategorie C aufgenommen.

## Geschichte
Balranald House wurde zwischen 1832 und 1833 am Standort eines älteren Gebäudes errichtet. Für den Entwurf zeichnet vermutlich der schottische Architekt Alexander MacKenzie aus Portree verantwortlich. Dem Bauernhaus zugehörig sind nördlich gelegene landwirtschaftliche Gebäude, die im Zuge der Verbesserung landwirtschaftlicher Techniken im frühen 19. Jahrhundert auf North Uist errichtet wurden. Um 1980 wurde Balranald House restauriert. Im Zuge dieser Arbeiten wurde der nach Westen abgehende Flügel wieder mit dem Haupthaus verbunden.

## Beschreibung
Balranald House steht nahe der Westküste von North Uist in der kleinen Streusiedlung Balranald. Das zweistöckige Gebäude weist einen L-förmigen Grundriss auf. Seine Fassaden sind mit einem Kiesputz belegt. Aus der nordexponierten Hauptfassade tritt links der kurze Schenkel des Ls heraus. Dieser schließt mit einem kurzen, flachen Vorbau mit Walmdach und der Eingangstüre im Innenwinkel. In die Fassade sind insgesamt sechs zwölfteilige Sprossenfenster eingelassen. Bei sämtlichen Dächern handelt es sich um schiefergedeckte Walmdächer. Balranald House ist mit einem einzelnen, traufständigen Kamin ausgestattet.
Der nach Westen abgehende Flügel ist eingeschossig ausgeführt. Er schließt ebenfalls mit einem schiefergedeckten Walmdach, von dem ein wuchtiger, firstständiger Kamin aufragt. In die Westfassade des Flügels wurde später ein Garagentor eingelassen. Von der Westseite des Flügels setzt sich eine Feldsteinmauer fort, die einen angeschlossenen Garten umfriedet. Straßenseitig besteht eine Zufahrt durch ein Tor mit quadratischen Pfeilern, die später um Gesimse und pyramidale Abschlüsse ergänzt wurden.